# كاموغي
كاموغي (بالإنجليزية: Camoghè)‏ هو أحد جبال سلسلة جبال الألب لوغانو وجزء من القمة الأم Pizzo di Gino يقع في كانتون تيسينو، سويسرا. يبلغ ارتفاع الجبل حوالي 2228 متر، بينما يبلغ ارتفاع نتوء الجبل 283 متر.